# Nicolaes van Verendael

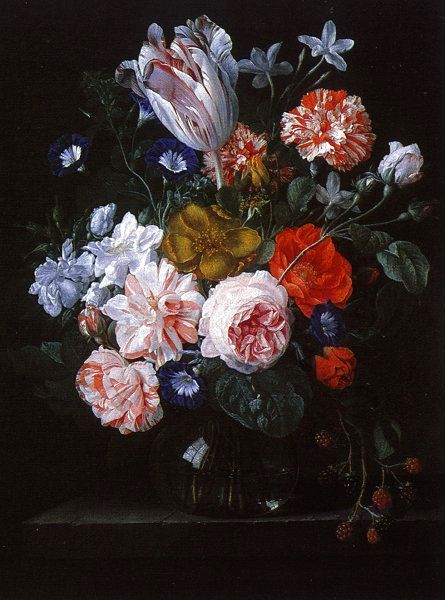
Natura morta

Nicolaes van Verendael, noto anche con la grafia van Veerendael (Anversa, 1640 – Anversa, 1691), è stato un pittore fiammingo.

## Biografia
Specialista di composizioni floreali, divenne membro della gilda di San Luca di Anversa nel 1656/1657. Si ispirò a Daniel Seghers e occasionalmente collaborò con altri artisti, come Jan de Heem.